# Иваньков, Максим Николаевич
Максим Николаевич Иваньков (укр. Максим Миколайович Іваньков; род. 1960) — советский и украинский спортсмен и тренер; Мастер спорта СССР (1983), Заслуженный тренер Украины (2002).

## Биография
Родился 2 октября 1960 года в Норильске в семье спортсменов. Его отец занимался волейболом, Максим выбрал тяжёлую атлетику, получив звание Мастера спорта. Неоднократно становился чемпионом города и Красноярского края, занял второе место на чемпионате Сибири и Дальнего Востока.
В 1990 году Иваньков переехал в Полтаву, где стал заниматься тренерской работой. С 1995 года работает тренером Полтавской ДЮСШ № 1 «Юность». В 2005 году окончил Харьковскую академию физического воспитания и спорта. За свою карьеру тренера подготовил более десяти Мастеров спорта международного класса и одного заслуженного мастера спорта. Среди его воспитанников 25 призеров чемпионатов мира и Европы, в числе которых:
- многократная чемпионка мира и рекордсменка Лариса Соловьёва[2];
- трёхкратная чемпионка мира Тамара Стенкова[укр.];
- чемпионки мира Виктория Абдуллина[укр.], Ирина Карпова[3], Екатерина Клименко[4];
- бронзовый призёр чемпионата мира Наталья Кулиненко[укр.];
- мастер спорта Украины Максим Щербина[5].